# Daillon (Adelsgeschlecht)

Stammwappen derer de Daillon

Daillon (auch d’Aillon und Daillon du Lude) war eine Familie des französischen Adels. Sie tritt erstmals Mitte des 15. Jahrhunderts in Erscheinung, als Jean de Daillon, Kammerherr des Königs, durch seine Ehe die Herrschaft Le Lude erwarb. Er und sein Sohn Jacques widmeten sich bis 1530 dem Neubau des zur Herrschaft gehörenden Schlosses, das heute als Schloss Le Lude internationale Bekanntheit hat. In der dritten Generation wurde der Grafentitel erworben, 1675 wurde Henri Daillon, der Großmeister der Artillerie von Frankreich, zum Duc du Lude erhoben. Mit ihm starb die Familie 1685 aus.

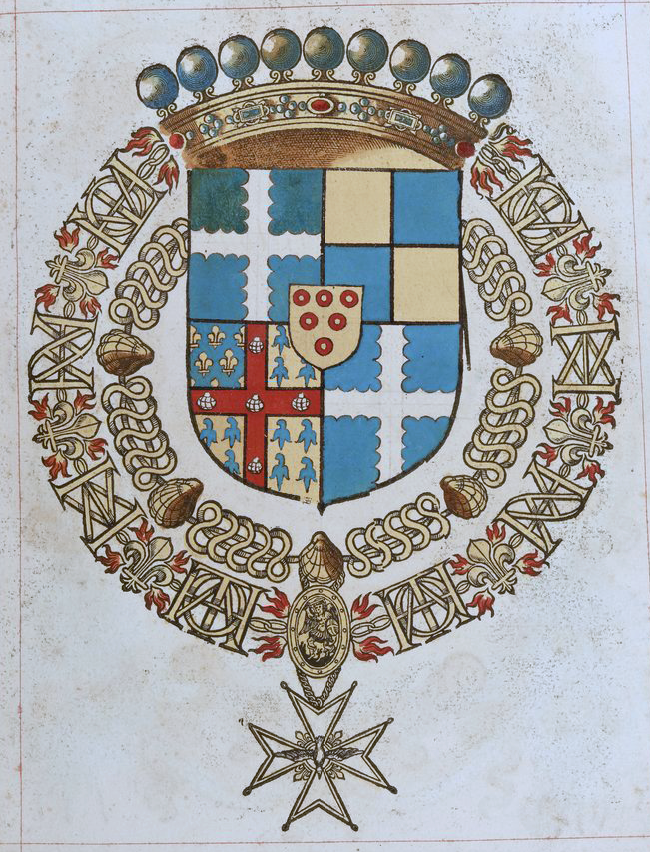
Wappen des Guy de Daillon, Graf zu Lude und Pontgibaud, Baron zu Illiers, Chesne und Magné, Staatsrat Frankreichs und Gouverneur des Poitou, Ritter des Orden vom Heiligen Geist

## Stammliste (Auszug)
1. Jean de Daillon, Seigneur du Lude († 1480), ⚭ I Renée, Dame du Lude, Dame de Fontaines († 1457), Tochter von René, Seigneur de Fontaines, ⚭ II Marie († 1488), Tochter von Guy II., Seigneur de Loué (Stammliste der Montmorency)
  1. (I) Renée, Dame de Fontaines; ⚭ (1) Alain de La Motte († nach 1492), Vizeadmiral der Bretagne; ⚭ (2) Antoine de Loubes, Panetier du Roi
  2. (II) Jacques, Baron du Lude et Baron de Sautray, ⚭ Jeanne, Dame d’Illiers († nach 1510), Tochter von Jean, Seigneur d’Illiers, und Marguerite de Chourses, Dame de Lucé
    1. Jean, Comte du Lude († 1557), Baron d’Illiers, Baron de Briançon (bei Chinon); ⚭ Anne, Tochter von François de Batarnay, Baron du Bouchage
      1. Gui (1530–1585), Comte du Lude, ⚭ Jacqueline Motier de La Fayette, Tochter von Louis, Seigneur de La Fayette
        1. François († 1619), Comte du Lude, Marquis d’Illiers, Seigneur de Briançon, ⚭ Françoise de Schomberg, Tochter von Gaspard, Comte de Nanteuil-le-Haudouin
          1. Thimoléon, Comte du Lude, ⚭ Marie Feydeau, Tochter von Antoine, Seigneur de Bois-le-Vicomte
            1. Henri († 1685), 1675 Duc du Lude, Marquis d’Illiers, Marquis de Bouillé, Baron de Briançon, Pair von Frankreich, Großmeister der Artillerie von Frankreich, ⚭ I Renée Éléonore, Comtesse de Créance († 1681), Tochter von René, Marquis de Bouillé, ⚭ II Marguerite de Sully († 1726), Tochter von Maximilien III., Herzog von Sully
            2. Françoise, ⚭ Louis de Bretagne († 1669), 7. Comte de Vertus et de Goëllo, 7. Baron d'Avaugour;
            3. Charlotte Marie († 1657), ⚭ Gaston-Jean-Baptiste de Roquelaure, Herzog von Roquelaure († 1683)

          2. Roger († 1626), Comte de Pontgibaud
          3. Gaspard († 1676), Bischof von Agen, 1634 Bischof von Albi
          4. Erasme († 1637), Comte de Briançon, ⚭ Anne Hurault, Tochter von Henri, Comte de Cheverny

        2. Diane, ⚭ Jean-Louis, Comte de Charlus († 1611)
        3. Antoinette, ⚭ Philibert de La Guiche, (Haus La Guiche)
        4. Hélène, ⚭ François II., Comte de Saignes († 1605)
        5. Anne; ⚭ Jean VII. de Bueil, Graf von Sancerre und Marans, † 1638 (Haus Bueil)[1]

      2. René († 1600), Bischof von Luçon, Bischof von Bayeux
      3. François, Seigneur de Briançon
      4. François, Seigneur de Sautray
      5. Françoise l'aînée; ⚭ 1558 Jacques II. de Goyon, Seigneur de Matignon, Comte de Thorigny, Marschall von Frankreich
      6. Anne; ⚭ 1567 Philippe de Volvire, Marquis de Ruffec
      7. Françoise la jeune; ⚭ Jean de Chourses, Seigneur de Malicorne

    2. Antoinette, ⚭ Guy XVI. de Laval, Graf von Laval († 1531), (Haus Montfort-Laval)
    3. Anne; ⚭ 1526 Louis de Madaillan d'Estissac, Gouverneur von La Rochelle und Aunis, Seigneur de Saussignac, Monteton, Monclar, Cahuzac etc., Sohn von Bertrand de Madaillan d'Estissac und der Catherine de Chabot-Jarnac

  3. (II) François, X 1512 in der Schlacht bei Ravenna, Seigneur de La Cropte
  4. (II) Louise (* um 1480, † nach Februar 1554) ⚭ 22. Mai 1502 André de Vivonne (* um 1452; † 31. Juli 1532) Seigneur de La Châtaigneraie, d’Ardelai et d’Anville, Sénechal du Poitou et d’Anjou, die Großeltern von Pierre de Bourdeille, seigneur de Brantôme
  5. (II) Jeanne; ⚭ Jacques de Miolans († vor 1499), wohl identisch mit Jacques de Miolans († 1496), Großkammerherr von Frankreich Karls VIII. und Gouverneur der Dauphiné 1482–1483 und 1491–1496
  6. (II) Françoise († 1540); ⚭ (1) Jacques de Rohan (* 10. Juni 1478; † 15/16. Oktober 1527), Vicomte de Rohan et de Léon, Comte de Porhoët, Seigneur de Corlay (Haus Rohan); ⚭ (2) Joachim de Goyon, Seigneur de Matignon, Lieutenant du Roi en Normandie (Haus Goyon).